# ديزيري غيروارد
ديزيري غيروارد هو محامي وقاضي وسياسي كندي، ولد في 7 يوليو 1836 في Saint-Timothée, Quebec ‏ في كندا، وتوفي في 22 مارس 1911 في أوتاوا في كندا. نشط حزبياً في حزب كندا المحافظ. وقد انتخب عضو مجلس العموم الكندي وانتخب justice of the Supreme Court of Canada ‏.